# John Kee
John Kee, född 22 augusti 1874 i Glenville, West Virginia, död 8 maj 1951 i Washington, D.C., var en amerikansk politiker (demokrat). Han var ledamot av USA:s representanthus från 1933 fram till sin död.
Kee efterträdde 1933 Hugh Ike Shott som kongressledamot. Han avled 1951 i ämbetet och efterträddes av änkan Elizabeth Kee.
Kees grav finns på Monte Vista Park Cemetery i Bluefield i West Virginia.